# 天石門別八倉比売神社
天石門別八倉比売神社（あめのいわとわけやくらひめじんじゃ）は、徳島県徳島市国府町西矢野にある神社。式内大社・阿波国一宮の「天石門別八倉比売神社（あまのいわとわけやくらひめじんじゃ）」の論社の1つ。旧社格は県社。
鎮座する杉尾山自体を神体とする。

## 祭神
- 大日靈女命（おおひるめのみこと） - 天照大神の別名であるとする

## 歴史
創建の年代は不詳であるが、社伝には天照大神の葬儀の様子が記されている。はじめは気延山（標高212.2m）の山頂にあったが、後に気延山南麓尾根の杉尾山の標高110m付近に鎮座した。安永2年（1773年）に書かれた文書には、鎮座から2150年と記されており、逆算すると紀元前378年（孝安天皇15年）となる。
承和8年（841年）に正五位下の神階を授けられ、元暦2年（1185年）に最高位の正一位となった。江戸時代には阿波国を治めた蜂須賀氏が当社を崇敬した。寛保年間（1741年 - 1743年）に杉尾大明神と称し、明治3年（1870年）に現社名に改めた。

## 境内
- 一の鳥居
- 二の鳥居

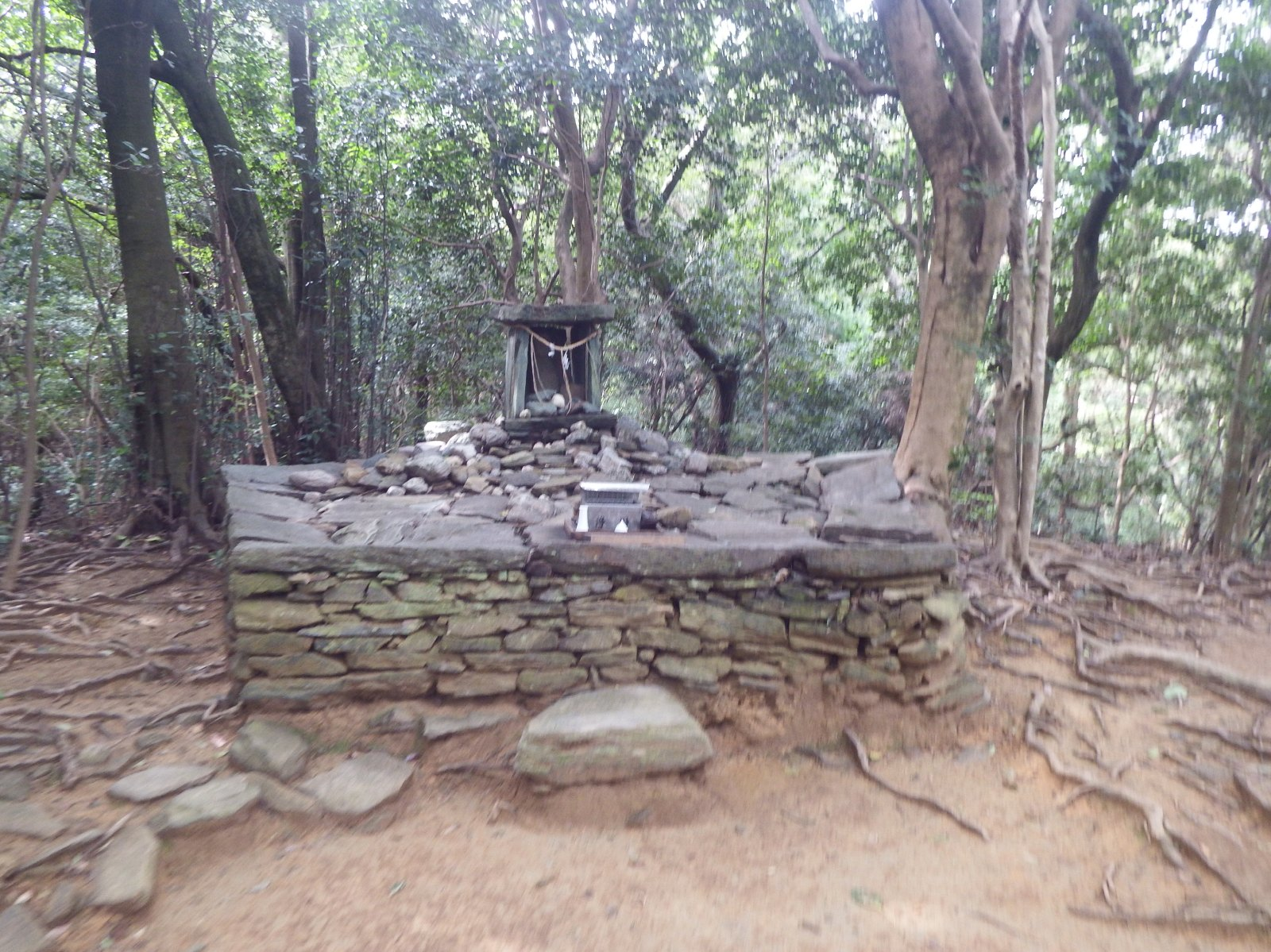
奥ノ院・五角形の磐座

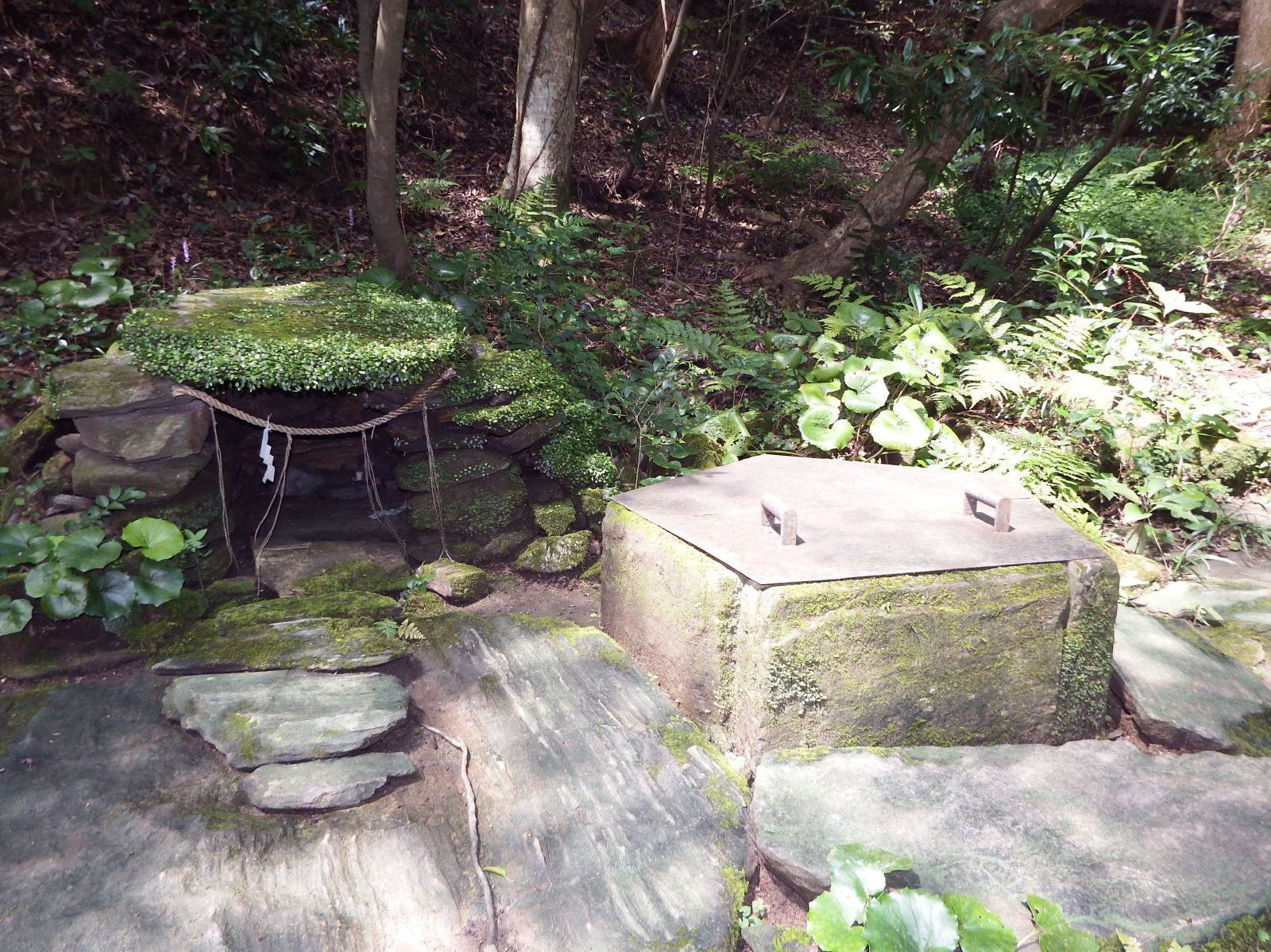
摂社・大泉神社

- 摂社・箭執神社（やとりじんじゃ）： 祭神は櫛岩窓命と豊岩窓命で、天石門別神とも云う。
- 摂社・松熊神社： 祭神は手力男命（たぢからお）と天宇受女命（あめのうずめ）
- 三の鳥居（木製）： 本社境内への石段途中にある。
- 拝殿・本殿： 江戸時代に神陵の一部を削り造営、奥ノ院の神陵を拝する。
- 摂社・小祠
- 摂社・小祠
- 奥ノ院・五角形の磐座： 社殿裏手へ約100メートル、標高116メートルで、丘尾切断型の柄鏡状に前方部が長く伸びた古墳で、後円部の頂上に五角形の祭壇が青石の木口積で築かれ、その上の青石の祠の中に砂岩の鶴石亀石を組み合わせた「つるぎ石」が祀られている。 一説には卑弥呼の墓であるという。
- 摂社・大泉神社： 境内より北西約500メートルの山中に「天の真名井」と呼ばれる五角形の井戸があり、傍らの石積みの祠に祀られている。天文年間までは十二段の神饌田の泉であった。

## 現地情報
所在地
- 徳島県徳島市国府町西矢野字宮谷531

交通アクセス
- 最寄駅：JR四国徳島線 府中駅 （徒歩約40分）